# Steatoda adumbrata
Steatoda adumbrata là một loài nhện trong họ Theridiidae. Chúng được Eugène Simon miêu tả năm 1908.